# Nigerian Tourism Development Corporation

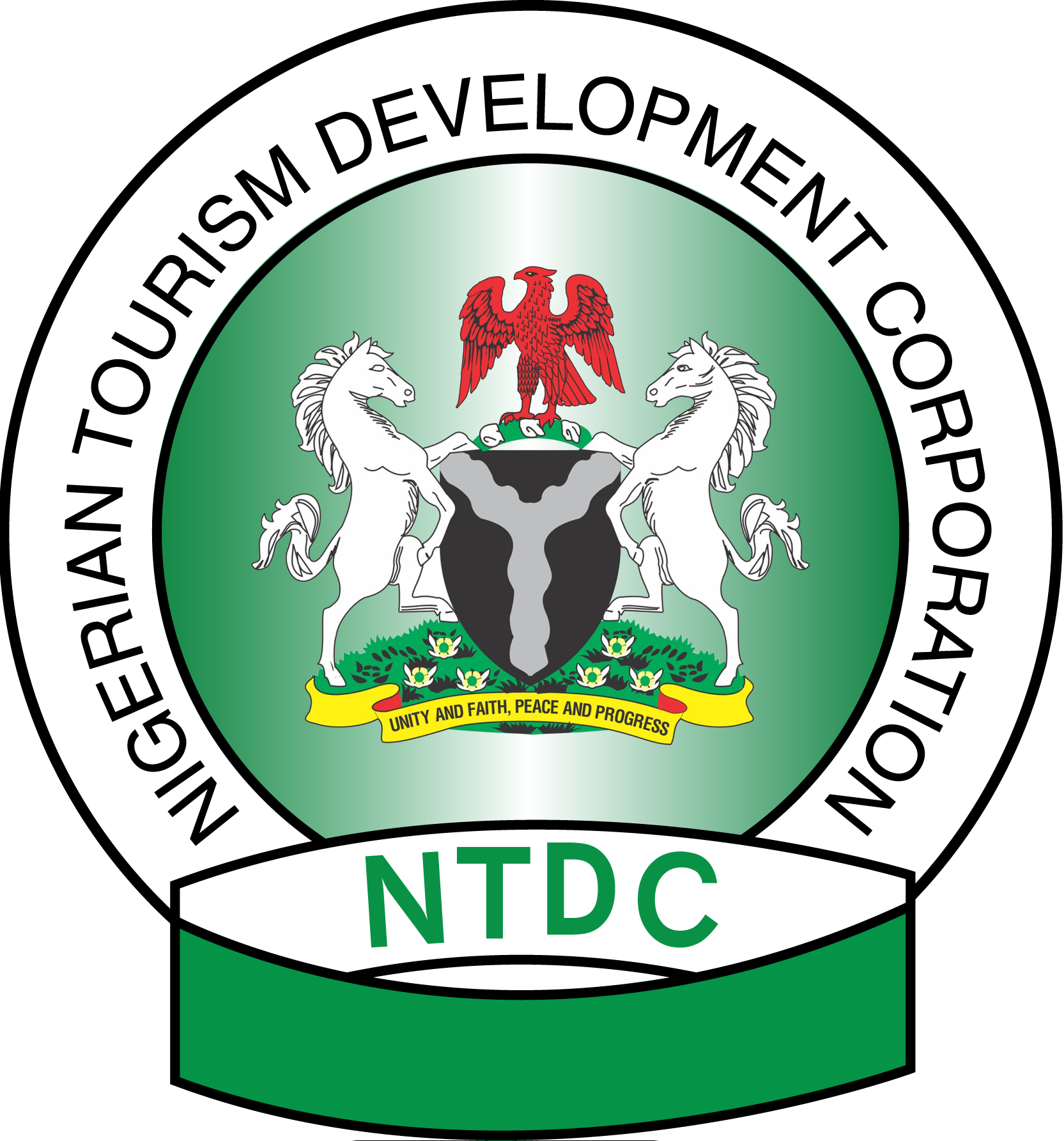
NTDC Logo

The Nigerian Tourism Development Corporation (NTDC) ist eine staatliche Behörde in Nigeria im Ministry of Culture, Tourism, and National Orientation, die für die Entwicklung des Tourismus im Land verantwortlich ist.

## Geschichte
Die Entwicklung der Tourismusregulierung in Nigeria begann 1962 mit der Gründung der Nigerianischen Tourismusvereinigung, die jedoch noch keine offizielle Regulierungsbehörde war.
Ein entscheidender Schritt zur Schaffung einer staatlichen Aufsichtsstruktur erfolgte 1976, als der Oberste Militärrat Nigerias das Dekret Nr. 54 erließ. Dieses Dekret führte zur Gründung des Nigeria Tourism Board, der ersten landesweiten Tourismusregulierungsbehörde.
Im Jahr 1992 wurde die Behörde durch das Dekret Nr. 81 neu strukturiert und in Nigerian Tourism Development Corporation (NTDC) umbenannt. Parallel dazu wurde der Nationale Rat für Handel und Tourismus ins Leben gerufen, dessen Aufgabe die Koordinierung der Tourismusplanung und -Entwicklung war. Dieser Rat wurde vom Minister für Handel und Tourismus geleitet und umfasste Vertreter staatlicher Kommissionen für Handel und Tourismus, von Reisebüros, Hotel- und Gastronomieverbänden, Reiseveranstaltern sowie verschiedenen Fluggesellschaften.
Mit dem Übergang Nigerias zu einer zivilen Regierung im Jahr 1999 beschränkte die neue Verfassung die Regulierungsbefugnisse der Bundesregierung im Tourismussektor auf den „Touristenverkehr“ im engeren Sinne.
Eine bedeutende Reform fand 2017 statt, als der nigerianische Senat einer Änderung des NTDC-Gesetzes von 1992 zustimmte. Im Zuge dieser Gesetzesänderung wurde die Behörde in Nigerian Tourism Development Authority (NTDA) umbenannt. Eine wesentliche Neuerung war die Ermächtigung der NTDA per Dekret Nummer 81 von 1992, ein eigenes Reiseunternehmen namens National Travel Bureau zu gründen. Dieses Büro ist befugt, touristische Dienstleistungen sowohl innerhalb als auch außerhalb Nigerias anzubieten. Das Gesetz sieht vor, dass das National Travel Bureau nach den Prinzipien des Privatsektors agieren muss, um sicherzustellen, dass die durch seine Dienstleistungen erzielten Einnahmen mindestens die Gesamtkosten für deren Erbringung decken.
Die offizielle Namensänderung und das Inkrafttreten des neuen Gesetzes wurden später, im Februar 2023 durch Präsident Muhammadu Buhari unterschrieben und bekannt gegeben.
Das National Institute for Hospitality and Tourism (NIHOTOUR) wurde 1988 gegründet, um Fachkräften im Gastgewerbe und Tourismus spezielle Schulungen und Kompetenzentwicklung anzubieten. Die Gründung des Instituts erfolgte 1987 aufgrund einer Vereinbarung zwischen der nigerianischen Bundesregierung, dem Entwicklungsprogramm der Vereinten Nationen (UNDP) und der Internationalen Arbeitsorganisation (ILO). Im Rahmen dieser Vereinbarung fungierte die ILO als ausführende Agentur des UNDP, während die Nigerian Tourism Development Corporation (NTDC) dem damaligen Federal Ministry of Commerce and Tourism als Durchführungsorganisation unterstand.

## Struktur
Die Abteilung verfügt über Zonenbüros in Bauchi, Calabar, Kano, Lagos, Lokoja und Jos, die jeweils von einem Zonenkoordinator geleitet werden.
Sally Uwechue-Mbanefo war bis zu ihrer Entlassung im November 2016 Generaldirektorin. Nachdem drei Personen die Stelle kommissarisch innehatten, wurde Folorunsho Coker im März 2017 zur Generaldirektor ernannt.